# Crewkerne
Crewkerne is een civil parish in het bestuurlijke gebied South Somerset, in het Engelse graafschap Somerset met 7000 inwoners.

## Galerij

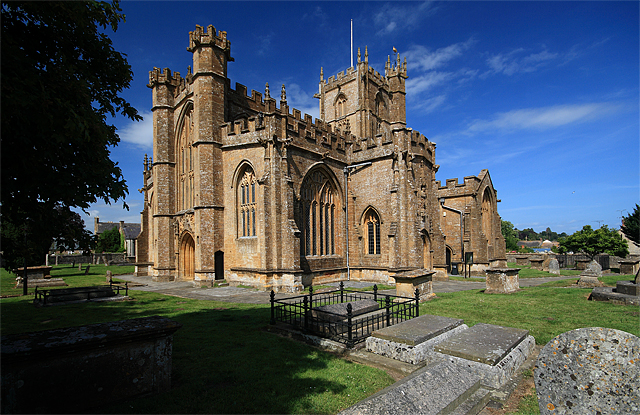
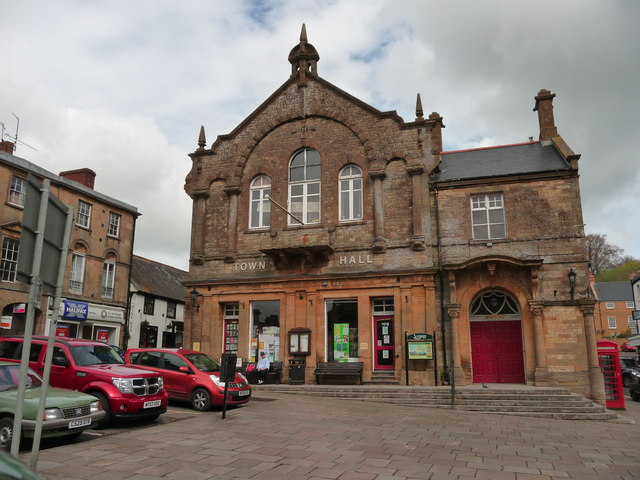
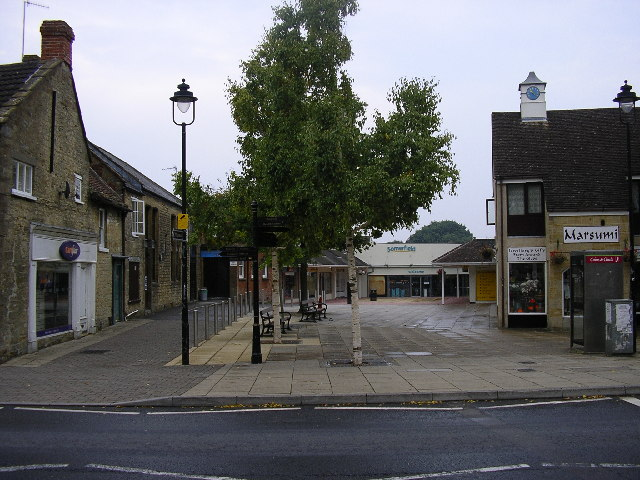
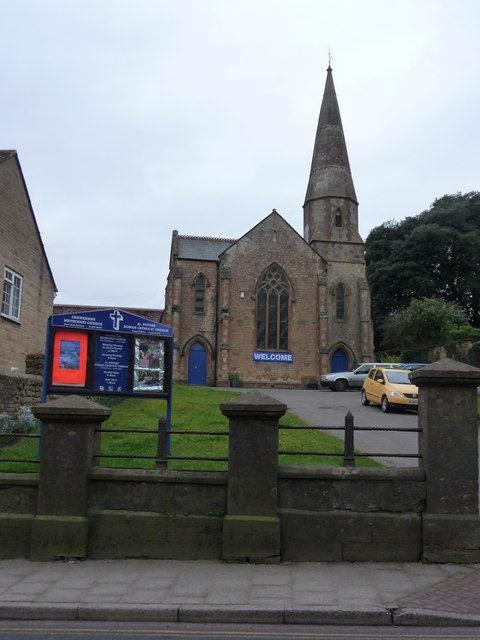